# 樂隱
樂隱（2世纪—189年），安平郡觀津縣人，與曹魏名臣牽招同鄉，牽招與同門史路皆為其學生，樂隱後為車騎將軍何苗長史。後何苗遇害，樂隱亦被殺，牽招與史路為避難，共同殯斂樂隱還鄉。返鄉途中遇到山賊，牽招的同門史路逃走。山賊欲破壞棺材取棺材釘，牽招垂淚請求放過其師棺木。山賊感其忠義而放棄離去，牽招因此聲名大噪。